# レスリー・ペルチャー
レスリー・ペルチャー（Leslie Copus Peltier 、1900年1月2日 – 1980年5月10日)はアメリカ合衆国のアマチュア天文家。12個の彗星を発見した。
オハイオ州デルフィスに生まれた。本職は子供用家具の設計者である。アマチュア天文学者として12個の彗星を発見し、アメリカ変光星観測者協会(AAVSO:American Association of Variable Stars Oberservers)の会員として多くの変光星の観測結果を提供した。ハーロー・シャプレーから「世界最高のアマチュア天文学者」と称えられた。
自伝に『星の来る夜』（Starlight Nights ：鈴木圭子訳 地人書館）がある。小惑星(3850)ペルチャーは功績を記念して命名され、アマチュア天文団体の天文リーグ（Astronomical League）に1980年、レスリー・C・ペルチャー賞が設けられた。
| C/1925 V1 (Wilk-Peltier)                 | 1925年11月14日 |
| C/1930 D1 (Peltier-Schwassmann-Wachmann) | 1930年2月20日  |
| C/1932 P1 (Peltier-Whipple)              | 1932年8月8日   |
| C/1933 D1 (Peltier)                      | 1933年2月16日  |
| C/1936 K1 (Peltier)                      | 1936年5月15日  |
| C/1939 B1 (Kozik-Peltier)                | 1939年1月17日  |
| C/1943 W1 (van Gent-Peltier-Daimaca)     | 1943年11月27日 |
| C/1945 W1 (Friend-Peltier)               | 1945年11月22日 |
| C/1952 M1 (Peltier)                      | 1952年6月20日  |
| C/1954 M2 (Kresák-Peltier)               | 1954年6月26日  |